# 伊号第百七十八潜水艦
| 画像をアップロード | |
| 艦歴               | |
| 計画               | 第四次海軍軍備充実計画（④計画）                                                                                        |
| 起工               | 1941年5月12日 |
| 進水               | 1942年2月24日 |
| 就役               | 1942年12月26日 |
| その後             | 1943年6月17日戦没 |
| 除籍               | 1943年9月1日 |
| 性能諸元           | |
| 排水量             | 基準：1,630トン 常備：1,833トン 水中：2,602トン                                                                        |
| 全長               | 105.50m |
| 全幅               | 8.25m |
| 吃水               | 4.60m |
| 機関               | 艦本式1号乙8型ディーゼル2基2軸 水上：8,000馬力 水中：1,800馬力                                                         |
| 速力               | 水上：23.1kt 水中：8.0kt                                                                                               |
| 航続距離           | 水上：16ktで8,000海里 水中：5ktで50海里                                                                                |
| 燃料               | 重油：354.7t |
| 乗員               | 86名 |
| 兵装               | 45口径十一年式12cm単装砲1門 25mm機銃連装1基2挺 53cm魚雷発射管 艦首6門 九五式魚雷12本 九三式水中聴音機 （九三式探信儀） |
| 備考               | 安全潜航深度：80m |

伊号第百七十八潜水艦（いごうだいひゃくななじゅうはちせんすいかん、旧字体：伊號第百七十八潜水艦）は、大日本帝国海軍の潜水艦。伊百七十六型潜水艦（海大七型、新海大型）の3番艦。1943年オーストラリア東方で沈没認定。

## 艦歴
- 1941年（昭和16年）5月12日 - 三菱重工業神戸造船所にて起工
- 1942年（昭和17年）2月24日 - 進水
  - 12月26日 - 竣工
- 1943年（昭和18年）3月30日 - 呉港を出港、トラックを経由して南太平洋に進出
  - 4月27日 - 南緯33度08分 東経153度24分 / 南緯33.133度 東経153.400度のニューキャッスル東方90浬地点付近で米リバティ船リディア・M・チャイルド（Lydia M. Child、7,176トン）を雷撃により撃沈。
  - 5月18日 - トラックに帰港し整備。
  - 6月4日 - オーストラリア方面での作戦のためトラック出撃後、消息不明となる
  - 6月17日 - オーストラリア東方沖で豪ブリストル ボーフォートの空爆を受けて戦没。
  - 6月18日 - 戦没地点付近で多量の重油が浮遊しているのが確認される。
  - 8月4日 - 喪失認定
  - 9月1日 - 除籍

撃沈総数1隻、撃沈トン数7,176トン。

## 歴代艦長
※『艦長たちの軍艦史』439頁による。

### 艤装員長
1. 宇都木秀次郎 少佐：1942年11月25日 -

### 艦長
1. 宇都木秀次郎 少佐：1942年12月26日 - 1943年6月17日戦死